# Pallicephala westcotti
Pallicephala westcotti is een vliegensoort uit de familie van de viltvliegen (Therevidae). De wetenschappelijke naam van de soort is voor het eerst geldig gepubliceerd in 1991 door Webb and Irwin.